# Dialekt-, namn- och folkminnesarkivet i Göteborg
Dialekt-, namn- och folkminnesarkivet i Göteborg (DAG) ingår i den statliga myndigheten Institutet för språk och folkminnen. Arkivet har till uppgift att samla in, bevara, forska och sprida kunskap om dialekter, namn, folkminnen och andra immateriella kulturarv i Syd- och Västsverige. Nuvarande (december 2023) arkivchef är kulturhistoriker och folklorist Fredrik Skott.

## Historia
Dialekt-, namn- och folkminnesarkivet i Göteborg grundades 1979 efter en sammanslagning av Institutet för folklore (IFGH) samt Institutet för ortnamns- och dialektforskning (IOD), båda vid Göteborgs universitet.
Institutet för folklore (tidigare Institutet för folklivsforskning samt Institutet för folkminnesforskning) grundades 1926 och Institutet för ortnamns- och dialektforskning grundades 1917. I samlingarna vid DAG ingår även material från bl.a. Västsvenska folkminnesarkivet (grundat 1919).